# Zastup
Zastup (Servisch cyrillisch Заступ) is een plaats in de Servische gemeente Prijepolje. De plaats telt 128 inwoners (2002).